# 七鲜

7 Sin NowRoz 七鲜

七鲜（波斯文: ‎），是伊朗新年纳吾肉孜节时，通过在桌面上摆放具有象征意义的物品而进行的桌面布置。七鲜桌包括七个以波斯语字母s（س）开头的物品。
七鲜是：
1. 小麦草
2. 萨马努 （一种甜品）
3. 沙枣
4. 大蒜
5. 苹果
6. 硬币
7. 醋

下列物品也常被置于七鲜桌上，尽管其中一些是伊朗文化的代表，但是它们不是传统七鲜的主要部分：
- 哈菲兹诗集，可用于占卜
- 镜子
- 金鱼
- 钟表，象征时间